# Brachymenium bequaertii
Brachymenium bequaertii là một loài rêu trong họ Bryaceae. Loài này được Dixon & Thér. mô tả khoa học đầu tiên năm 1942.